# زقين ناماكوي
زقين ناماكوي (الاسم العلمي:Diascia namaquensis) هو نوع من النباتات يتبع جنس الزقين من الفصيلة الغدبية.